# شفافية الإعلام

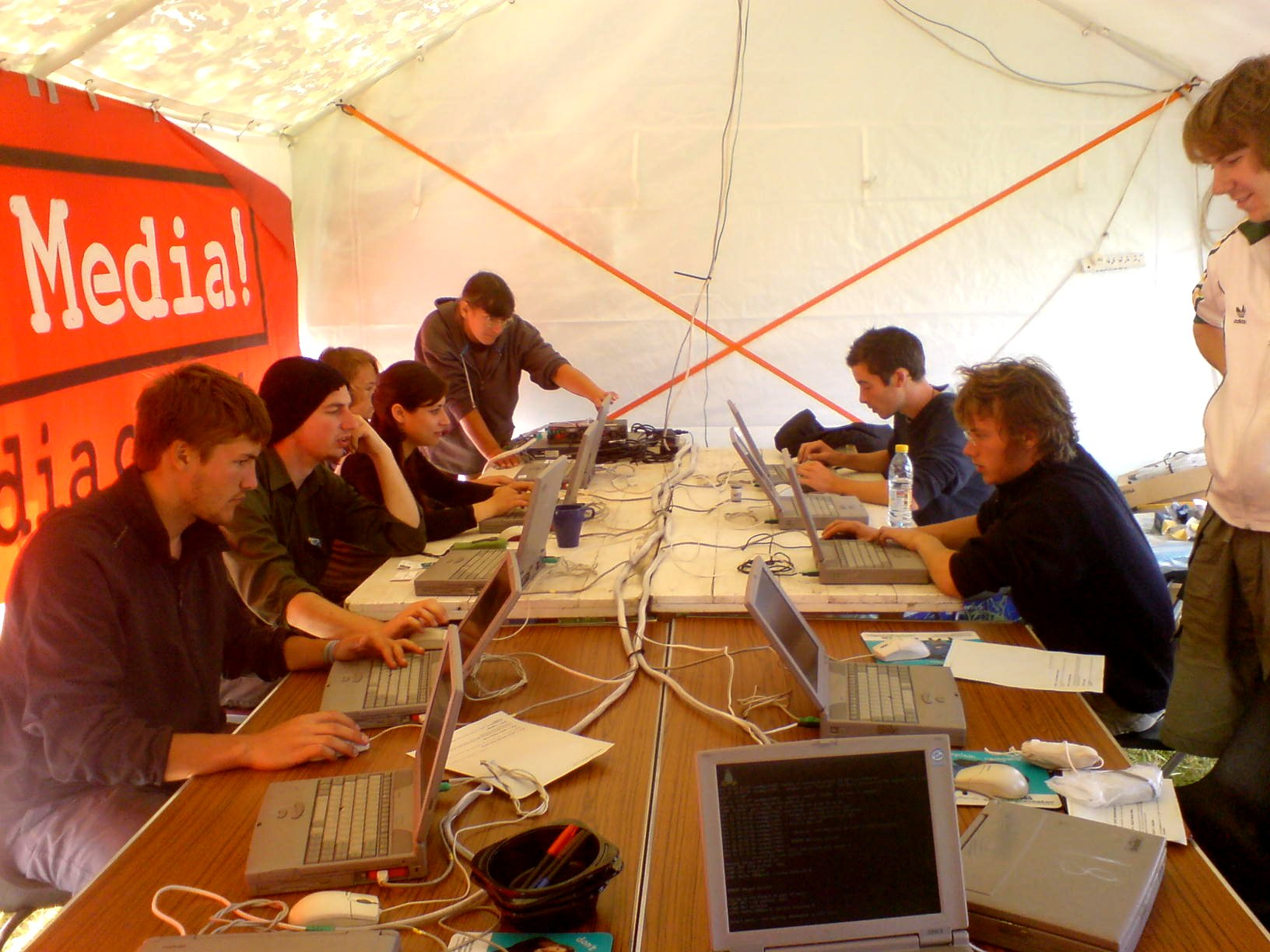
داخل خيمة لممارسة أعمال الإعلام ومعسكر مناخي بهيثرو. 10 محطات عمل، متصلة من أعلى بقمر صناعي يبث مباشرة ويتم تشغيلها باستخدام مصادر الطاقة المتجددة.

شفافية الإعلام هو مفهوم يحدد كيف يتم نقل المعلومات عبر الوسائل المختلفة ولماذا يتم نقلها.
وكما هو مستخدم في علم الإنسانيات، يتضمن موضوع شفافية الإعلام ضرورة أن يحمل معنى الانفتاح والمساءلة. وحتى إنه يمثل امتدادًا مجازيًا لمعنى يستخدم لوصف شيء «شفاف»؛ حيث يمكن رؤية الأشياء من خلاله.
وفي دراسات الاتصال، يمكن تطبيق مصطلح شفاف على الإعلام عندما:
- يوجد العديد من مصادر المعلومات، تتنافس فيما بينها في كثير من الأحيان
- يتم معرفة الكثير عن وسيلة توصيل المعلومات
- يكون تمويل الإنتاج الإعلامي متاحًا بشكل علني

ومن بين مظاهر الإعلام الشفاف توثيق المصادر المفتوحة وعقد الاجتماعات العلنية، وطرح بيانات الذمة المالية، وتشريع حرية المعلومات، واستعراض الميزانية، وإجراء عمليات تدقيق الحسابات، ومراجعة الأقران، وما إلى ذلك.

## نظرة عامة
يتناول موضوع شفافية الإعلام الطريقة التي يتم بها عرض الإعلام لعامة الجمهور اليوم والمخاوف التي تدور حول أسباب تصوير الإعلام للأمور بالطريقة التي ينتهجها في فعل ذلك. وقد تكون وسائل الاتصال أداة قوية للغاية في إحداث تغيير سواء أكان تغييرًا سياسيًا أو اجتماعيًا. وللتبعات المتنوعة المترتبة على ممارسة هذه الشفافية والمؤثرة في الطريقة التي يتم بها عرض القضايا داخل أروقة الحكومة والجمهور تأثير كبير على تغير السياسة العامة في الولايات المتحدة. كذلك يمكن أن تكون مشاركة وسائط التواصل الاجتماعي عاملًا رئيسيًا في أن تقبل الحكومة أمرًا ما أو ترفضه. وقد تتسبب الشفافية في إحداث مشاكل عندما يكون هناك العديد من المصادر المتنافسة وكانت تلك المصادر غير صحيحة. وفي إطار ذلك، قد تؤثر المعلومات المتحيزة على السياسة العامة في حالة ما إذا حاولت الحكومة التلاعب بالطريقة التي تنتهجها في تصوير المعلومات، بغرض إلقاء ضوء إيجابي أو سلبي عليها. وبناءً على مدى الشفافية المتبعة في أي مقال إخباري، يمكن للمرء تحديد درجة موثوقيتها ورسم الافتراضات الخاصة بها أو استخلاص الاستنتاجات من النتائج التي توصلوا إليها.
يمكن أن يؤثر النفوذ المنتشر للإعلام تأثيرًا مباشرًا على الرأي العام. وقد ذُكر أن «الطريقة الوحيدة في التأثير على ما يفكر فيه الأشخاص هي التحكم فيما يفكرون فيه تحديدًا.» وترتبط عملية تحديد الأولويات بعملية تغير السياسة نظرًا لأن «المحتوى الإعلامي ينتشر ويتفشى في ظل المعنى السياسي الصريح والضمني.» وبعيدًا عن الدور الذي تلعبه عملية ترتيب الأولويات في التأثير على الرأي العام، فيلزم ترتيب الأولويات باستخدام الآليات التي من خلالها تظهر «المشاكل الاجتماعية على الأجندة الإعلامية وكيف يتم تحويلها فيما بعد إلى قضايا سياسية.» وبهذا تعمل الشفافية المنتهجة كطريقة في الحصول على المعلومات على تغيير معرفتنا بهذا الموضوع. وترى نظرية التأطير أن وسائل الإعلام تؤثر على أجندات القضايا من خلال تصوير قضية ما من منطلق إيجابي أو سلبي؛ وبهذا يتأثر المواطنون بعد ذلك عن طريق وسائل الإعلام ويتبنوا آراءً مماثلة. ومن خلال مناقشة القضايا المحلية بطريقة إيجابية، فيمكن أن تصبح وسائل الإعلام المحلية أداة في حشد دعم الجمهور لهذه القضايا. وفي نفس الوقت، من خلال حجب بعض المستخدمين، فهم بذلك يحيدون عن مبدأ الشفافية في الإعلام.

## شفافية الإعلام والسلطة
قد يلعب الإعلام دور المراقب في بعض الحالات، وفي أحيان أخرى يمكن التلاعب به ليعكس آراء مجموعة معينة في السلطة. ولقد أصبحت قوات الشرطة تتبع على نحو متزايد نهجًا استباقيًا وإستراتيجيًا ومهنيًا في ظل استخدامهم لوسائل الإعلام الإخبارية. لقد تم الاعتراف لفترة طويلة، شئنا أم أبينا، أن الشرطة والإعلام يمكن النظر إليهما باعتبارهما وسيلتين أقحمتا في علاقة، إلى حد ما على الأقل، ترتكز على ما وصفوه بـ «الحلقة المعقدة من الاعتماد المتبادل.» فوسائل الإعلام تعتمد على رجال الشرطة من خلال النشر الدائم للمعلومات المتعلقة بقضايا «الجرائم والحوادث» والتي تعتبر بمثابة شريان الحياة لقصصهم الإخبارية التي يبثونها؛ في نفس الوقت يعتمد رجال الشرطة على وسائل الإعلام من خلال تغطيتهم الإعلامية التي تساعدهم في منع الجريمة وكشفها في حال حدوثها وكذلك من خلال إظهار الصورة الإيجابية التي يتميز بها العمل الشرطي. علاوةً على ذلك، لا يمكن إغفال الدور الذي تلعبه الإدارة الفعالة واستخدام المعلومات في إستراتيجيات منع الجرائم والحد من حدوثها والتحقيق بشأنها، فكمية المعلومات التي يحصل عليها ضباط الشرطة أثناء قيامهم بعملهم كبيرة بشكل ملحوظ.
قد تؤثر المعلومات المتحيزة في السياسة العامة في حالة ما إذا حاولت الحكومة التلاعب بالطريقة التي تنتهجها في تصوير المعلومات، بغرض إلقاء ضوء إيجابي أو سلبي عليها. وبناءً على مدى الشفافية المتبعة في أي مقال إخباري، يمكن للمرء تحديد درجة موثوقيتها ورسم الافتراضات أو استخلاص الاستنتاجات من النتائج التي توصلوا إليها. وتطرح الشفافية في وسائل الإعلام القضايا المعنية بحرية التعبير بعد أن فرضت الحكومة الرقابة على المعلومات التي يتم نقلها بهدف التأثير على الرأي العام. ولقد كان الفساد القضية الرئيسية التي شهدت نموًا وتفشيًا في مناطق محددة من العالم، نظرًا لقلة تبني مبدأ الشفافية في وسائل الإعلام.
يلزم توفير مبادئ الشفافية والعلانية والمساءلة حتى يتم إحداث تغيير. فقد لا يكون مجرد إتاحة المعلومات أمرًا كافيًا لمنع تفشي الفساد إذا كان يصعب تحقيق مبادئ العلانية والمساءلة في حالات مثل التعليم وانتشار وسائل الإعلام والانتخابات الحرة النزيهة.[1] فيلزم أن تصل المعلومات إلى غالبية العامة إذا كان الغرض منها التحفيز على إحداث تغيير في المناطق التي يتم بها نقل المعلومات. وقد يكون من المهم تعزيز قدرة الأشخاص على التصرف بناءً على المعلومات التي يحصلون عليها من خلال اتباع مبدأ الشفافية، لزيادة مدى فعالية تلك المعلومات.
فيما يتعلق بالحكومات، قد تكون قضية الشفافية في وسائل الإعلام ذات أهمية بشكل خاص من حيث السماح لأعضاء دولة معينة بمعرفة ما يحدث فعليًا في موقف معين، دون أن يتم التلاعب بالقصة. ويشيع إساءة استخدام السلطة في بعض الدول وقد يرتبط ذلك ارتباطًا مباشرًا بقلة الشفافية المطبقة في وسائل الإعلام. ويكمن سبب ذلك في غياب المعرفة ذات الصلة بالشؤون السياسية والعامة، وبالمشاركة والمساءلة؛ ذلك الغياب المتنكر في شكل معلومات زائدة حول القضايا غير المرتبطة أو غير المفيدة سياسيًا.
على وجه الخصوص، يعمل الإعلام على طرح المعلومات واستخدامها لصرف الانتباه عن القضايا الهامة، لتغير مدلولات الأحداث أو الخلط بينها، لصرف اهتمام الجمهور إلى الانشغال بقضايا الترفيه. وبدلًا من تركيز الانتباه على القضايا ذات الاهتمام العام بطريقة نحترم من خلالها المصلحة العامة هذه، يتزايد التوجه نحو إذابة الحد الفاصل بين الحياة العامة والخاصة؛ حيث تتجه وسائل الإعلام في بعض الأحيان إلى التعدي على الحياة الخاصة للشخصيات العامة، مدافعين عن «حق الجمهور في المعرفة». وبالتالي، تصبح النتيجة «شفافية زائفة بين الحكومات ومحكوميهم.»
وقد قام أكاديميون من جامعة أكسفورد وكلية وارويك لإدارة الأعمال، من خلال إجراء بحث تجريبي يتناول العملية وآثار الأشكال الشفافة للتنظيم السريري عمليًا، بوصف شكل من أشكال «الشفافية المذهلة». وقد أوضحوا خلال هذا البحث أن سياسة الحكومة تتجه إلى التفاعل مع «المشاهد» الإعلامية البارزة، مما يؤدي إلى أن تحمل القرارات السياسية التنظيمية التي يبدو وكأنها تستجيب للمشاكل التي يتم بثها عبر وسائل الإعلام في طياتها آثارًا سلبية جديدة عند الممارسة العملية؛ تلك الآثار التي لا ينتبه لها المنظمون أو وسائل الإعلام.
تولي الحكومة أهمية كبيرة في أن يقوم الإعلام بتسليط الضوء عليها. لقد أدرك القادة من آلاف السنين أهمية الصورة البصرية على الشخصية التي تظهر أثناء ممارسة علاقاتهم العامة. فلقد تم تصميم جميع أنواع اللباس وإعداد الطقوس والمراسم بحيث تعمل على ترسيخ نظرة القوة والهيمنة لدى القادة. ومنذ بدايات ظهور الصحافة الفوتوغرافية، وجد القادة فرصة إعداد صورتهم السياسية بشكل لائق من خلال تمثيلاتهم البصرية.
تتعارض الدرجة التي يصل إليها الوكلاء الحكوميون للتأثير على عملية إنتاج الفيديو مع استخدام تلك الصور من قِبل وكالات الأنباء كتمثيلات مؤشرية أو موضوعية. وحيث إننا نساوي بقوة كبيرة بين الرؤية والمعرفة، فبالتالي تعمل مشاهدة الفيديو على خلق انطباع غير دقيق بأننا نحصل على «الصورة الكاملة.» ويُقال إن «ما يتم عرضه في الأخبار يعتمد على ما يمكن إثباته منها.» كذلك، تظهر دراسات الحالة الخاصة بهذا المشروع أن ما يمكن إثباته يتم إقراره في كثير من الأحيان بما يتوافق مع اهتمامات الوكلاء السياسيين. وبشكل أساسي، إن الطريقة التي ينتهجها الإعلام في عرض معلوماته تعمل على خلق وهم من الشفافية.

## أمثلة
تصر بعض المنظمات والشبكات أنه لا يتم توفير المعلومات العادية التي تستحوذ على الاهتمام المجتمعي بشكل مجاني فحسب، بل يتم كذلك نشر كافة المستويات الفوقية (أو كلها تقريبًا) الخاصة بعمليتي تنظيم واتخاذ القرار أنفسها. وهذا ما يُعرف باسم الشفافية الراديكالية. ومن بين هذه المنظمات: ويكيبديا، بيئة جنو/لينكس وانديميديا (الإعلام المستقل).
عندما تعقد مؤسسة ما (شركة أو حكومة أو منظمة غير ربحية أو غيرها) اجتماعًا ويتم الترتيب لكافة الإجراءات علنًا أمام الجماهير]والصحافة، ويجرى الإعلان لعقد الاجتماع من خلال استخدام واحدة أو أكثر من الأساليب التالية، بالتالي تقل فرصة المؤسسة في استغلال النظام الخاص بنقل المعلومات بما يتوافق مع مصلحتها الخاصة:
- الإذاعة عبر المذياع
- العرض على شاشة التلفاز
- النشر في أوراق الصحف
- التدوين عبر مدونات الويب

وهذا بالطبع على افتراض أن المنظمة لا تملك أن أو بالأحرى لا تؤثر على وسائل الإعلام التي تنقل المعلومات.

## دور الاعلام في خدمة الإسلام
ولا شكَّ أن مِن أهمِّ الوسائل التي ساعدت على نشر الإسلام وسائلَ الإعلام بمُختلف أقسامها، وخاصة أنه مع ظهور التقنيات والتكنولوجيا الحديثة أصبَحَ الأمر أسهل مِن ذي قَبل؛ حيث أصبح العالم كقرية صغيرة يستطيع الشخص أن يَنشر مقالاً في بلد ما ليقرأها شخص آخر في أقصى بلاد الغرب، وبالتالي أصبح على الإعلامي الداعية الإسلامي عبء ثَقيل في نشر الدعوة الإسلامية والدفاع عن الإسلام، والرد على كل مَن يُحاولون تشويه الإسلام وإرساء صورة سلبية خاطئة عن الإسلام والمسلمين في العالم.
وفي هذا الصدد يوضِّح الدكتور أحمد زارع - أستاذ بجامعة الأزهر - المسؤولية الشديدة المُلقاة على كافة المسلمين عامة، ودعاة الدين الإسلامي الذين يَعملون بوسائل الإعلام بشكل خاصٍّ قائلاً: إن الإعلام الحديث يُعتبَر مِن أهمِّ الوسائل التي تُساعد في نشر الدعوة للدِّين الإسلامي وتَحسين الصورة الذهنية الخاطئة عن الإسلام والمسلمين في العالم، وخاصة عند الديانات غير الإسلامية، التي ترى أن الإسلام - دينًا وديانة - لا يُعطي متَّسعًا للأشخاص في المعاملة، بل يعمل على تضييق الحياة عليهم، وذلك بعكس سماحة الإسلام ويُسره في كل شيء، مُشيرًا أنه برغم التفريط والخلل الواضح في نشر الدعوة الإسلامية في العالم، بجانب وسائل الإعلام الغربية التي تعمَل ليلاً ونهارًا على إيصال الصورة السيئة عن الإسلام، إلا أن الله سخَّر هذه الأعمال للخير ونشر الحق المبين، وللدعوة إلى الرسالة الخالدة، رسالة النبي محمد صلى الله عليه وسلم، ولذلك يجب أن نفكِّر بمِعيارية شديدة، وأن نُحسن استخدام وسائل الإعلام على المستوى العالَمي لكي تصِلَ الرسالة المراد إيصالها للجميع.

## مصطلحات ذات صلة
- التشويه: يتضمن حدًا معينًا من التدخل غير المسوغ وغير المناسب في وسائل الإعلام من خلال التأثير بمصادر التمويل، أو التحيز الشخصي أو المؤسسي، أو غيرها من التأثيرات الأخرى.
- الخصوصية: التعتيم على قضية ما بحيث لا تحظى بالاهتمام الإعلامي من خلال مجهول أو السرية أو حكم قضائي، الأسرار العسكرية، أو غيرها من الوسائل. وللخصوصية والشفافية أهمية على حد سواء؛ حيث تعمل الخصوصية على حماية المصادر الإخبارية من التعرض لعمليات الانتقام، وزيادة عدد المبلغين على المخالفات، وتعزيز الأمن القومي، وما شابه ذلك، غير أن الخصوصية الزائدة عن الحد تسمح بمزيد من الفساد، سيطرة الدولة، والدكتاتورية العسكرية.
- حرية التعبير في حالة ما إذا صدر أمر من الرقابة بمنع وسائل الإعلام من النشر.
- قمع المعارضين تحدث عندما يحاول المعارض الذي يتمتع بقوة أكبر إخراس الطرف الآخر.